# Championnats du monde de pentathlon moderne 1958
Navigation
Édition précédente Édition suivante
Les championnats du monde de pentathlon moderne 1958, huitième édition des championnats du monde de pentathlon moderne, ont eu lieu en 1958 à Aldershot, au Royaume-Uni.

## Podiums

### Hommes
| Épreuves    | Or                                                                | Argent                                         | Bronze                                          |
| ----------- | ----------------------------------------------------------------- | ---------------------------------------------- | ----------------------------------------------- |
| Individuel  | Union soviétique Igor Novikov                                     | Finlande Kurt Lindeman                         | Union soviétique Aleksandr Tarasov              |
| Par équipes | Union soviétique Igor Novikov Aleksandr Tarasov Nikolay Tatarinov | Hongrie András Balczó Aladár Kovácsi Imre Nagy | Finlande Väinö Korhonen Kurt Lindeman Eero Lohi |